# آندرانیک آندرئاسیان
آندرانیک آندرئاسیان (ارمنی: Անդրանիկ Վահանի Անդրեասյան؛ انگلیسی: Andranik Andreasean زادهٔ ۴ اکتبر ۱۹۰۹ - درگذشته ۴ ژوئیهٔ ۱۹۹۶)، نویسنده داستان‌های کوتاه، رمان‌نویس و روزنامه‌نگار اهل ارمنستان بود.

## زندگی‌نامه
در روستای هازاری در نزدیکی چمشگزک به دنیا آمد. در جریان نسل‌کشی ارمنی‌ها در سال ۱۹۱۵ وی پناهگاهی برای ایتیام در قفقاز جنوبی و یونان یافت. پس از اقامتی کوتاه در پاریس در بین سال‌های ۲۸–۱۹۲۴، وی در سال ۱۹۲۸ به نیویورک نقل مکان نمود. وی در عرصه روزنامه‌نگاری وی در «نوُر فرزنو» (۵۷–۱۹۳۷) و «پایکار» (۶۹–۱۹۵۷) ارگان‌های لیگ دموکراتیک ارمنیان به عنوان ویراستار به فعالیت پرداخت. وی در سال ۱۹۷۰ به لس آنجلس نقل مکان نمود.